# 埃奇蒙特 (馬里蘭州)
埃奇蒙特（英語：Edgemont）是位於美國馬里蘭州華盛頓縣的一個普查規定居民點。

## 人口
根據2020年美國人口普查的數據，埃奇蒙特的面積為1.37平方千米，當中陸地面積為1.37平方千米，而水域面積為0.00平方千米。當地共有人口218人，而人口密度為每平方千米159.12人。